# 아스크라 항공
아스크라 항공(영어: Aserca Airlines, 스페인어: Aero Servicios Carabobo)은 베네수엘라의 항공사로 1968년 설립되어카라카스에 본사를 두고 있으며 시몬 볼리바르 국제공항, 아르투로 미첼레나 국제공항, 산티아고 마리뇨 국제공항, 라스 아메리카 국제공항을 거점으로 운항하고 있다.

## 역사
1968년에 민간 소송을 위해 설립 했으며 1991년에 최초로 취항하기 시작했다. 1992년에 맥도넬더글러스 DC-9-31 기종을 임대하면서 국내선 노선을 취항하기 시작했다. 취항 당시 발렌시아 중심으로 취항했지만 이후 아루바, 보고타, 리마, 마이애미(현재 단항)로 확대하면서 시장 점유율이 늘어났다. 1994년 시몬 볼리바르 국제공항이 이 항공사의 허브 공항으로 지정된데 이어 1998년부터 2000년까지 아루바 항공의 지분을 소유했다. 2008년에 베네수엘라의 국영 항공사인 SBA 항공(구 산타바바라 항공)의 지분을 인수했다.

## 같이 보기
- SBA 항공

## 사진

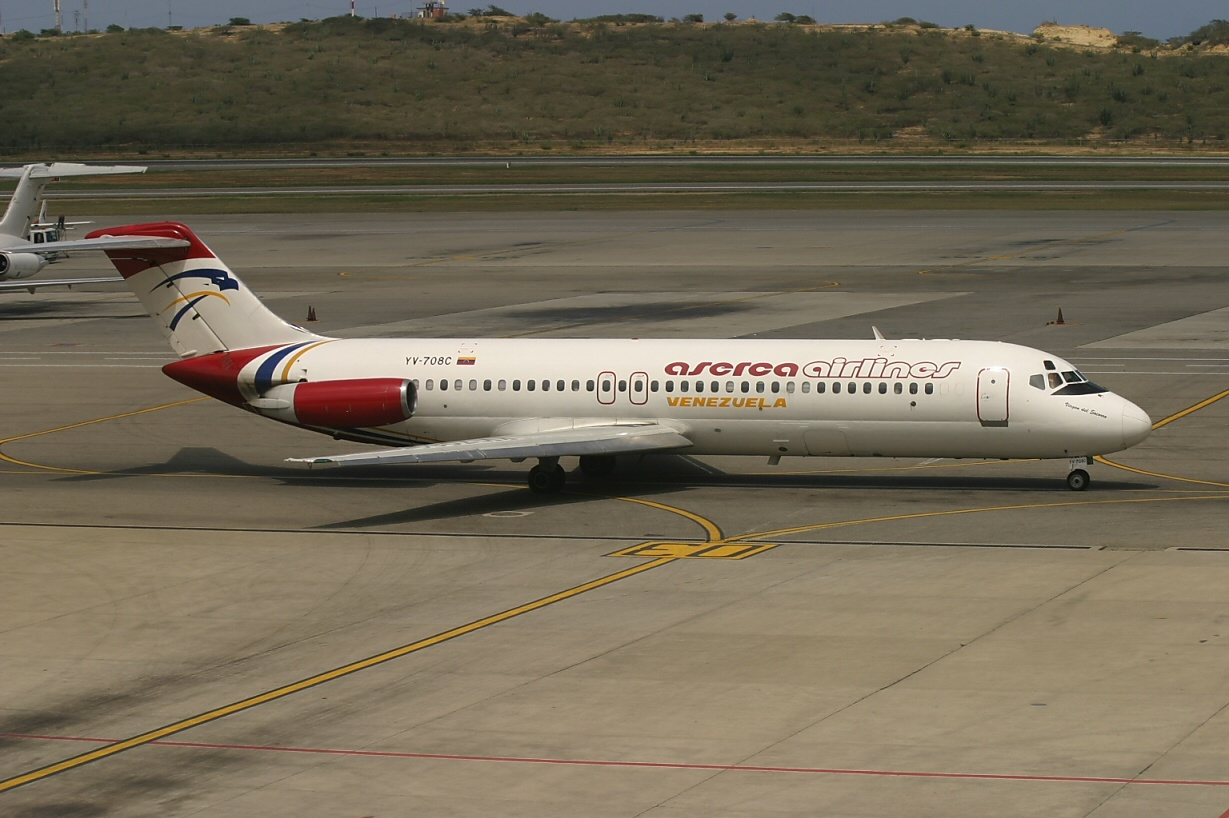
아스크라 항공의 맥도넬더글러스 DC-9-31
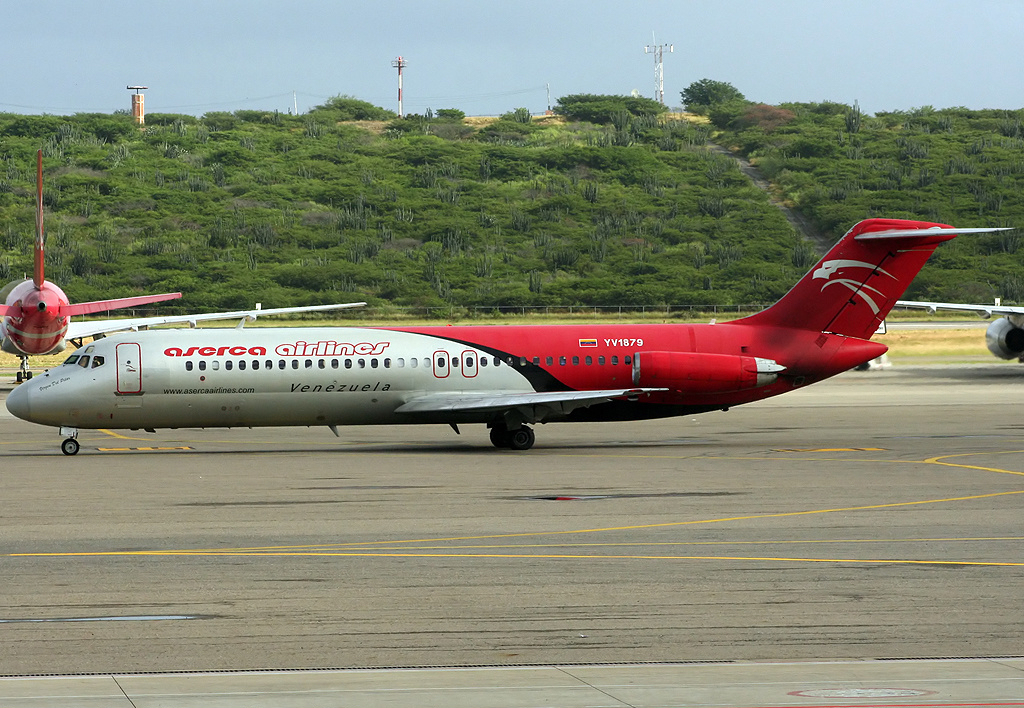
아스크라 항공의 맥도넬더글러스 DC-9-31
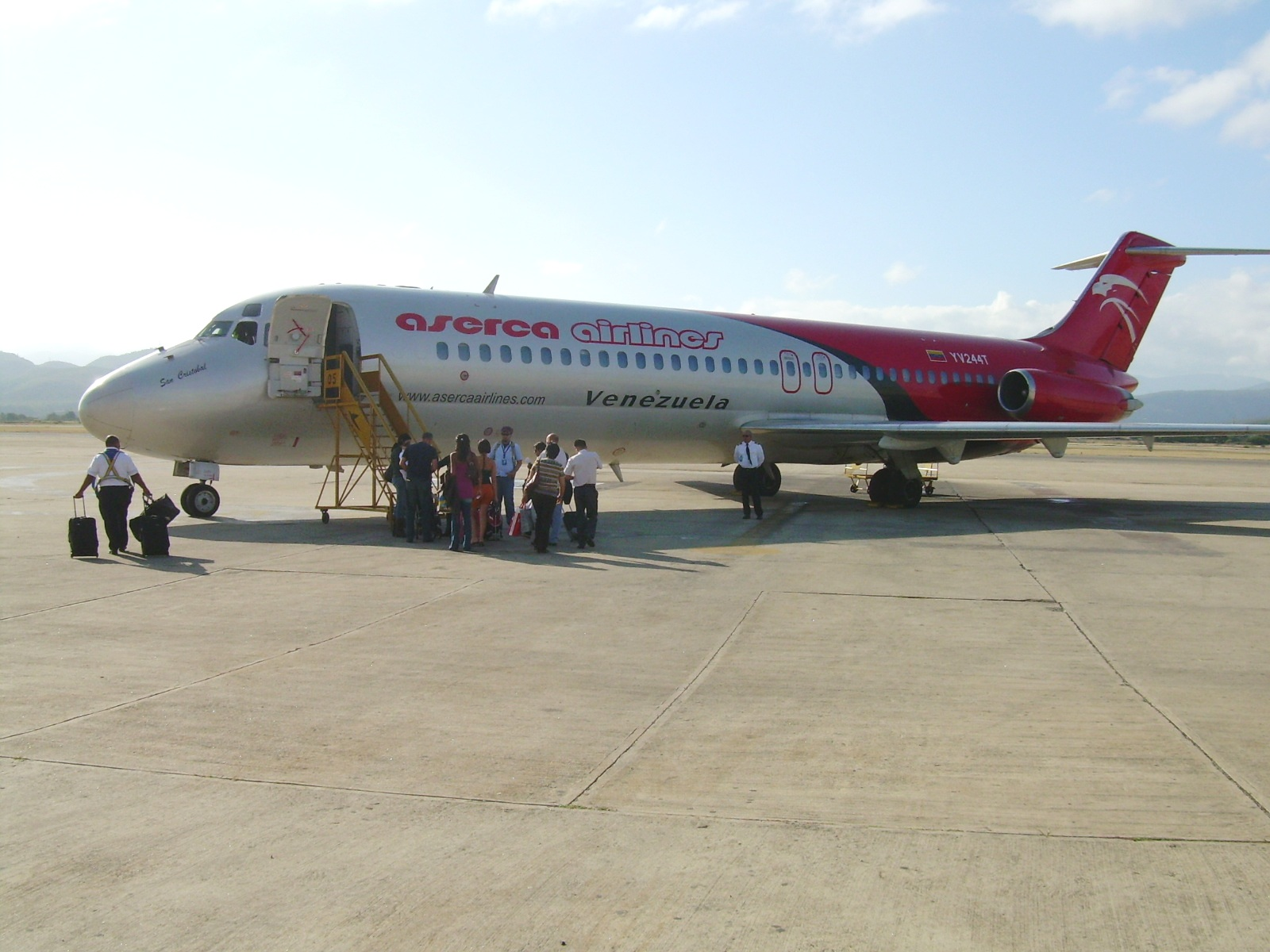
아스크라 항공의 맥도넬더글러스 MD-83